# Atac del cementiri de Milltown
L'atac del cementiri de Milltown (també conegut com la massacre de Milltown) va tenir lloc el 16 de març de 1988 a Belfast, Irlanda del Nord. Durant el funeral de tres membres de l'IRA morts a Gibraltar, un membre de l'organització paramilitar unionista Ulster Defence Association (UDA), Michael Stone, va atacar els assistents amb granades de mà i pistoles. Stone s'havia assabentat de l'absència de vigilància policial i membres armats de l'IRA durant el funeral al cementiri de Milltown, a Falls Road.
Mentre l'atacant fugia cap a l'autopista, una multitud va començar a perseguir-lo mentre continuava disparant i llançant granades. Alguns dels assistents es van trobar amb Stone i van començar a colpejar-lo, que va ser rescatat per la policia i detingut. Va matar tres persones i va ferir més de 60. Aquest atac sense precedents va ser enregistrat en directe, i va tenir un impacte important en l'opinió pública nord-irlandes i internacional. Tres dies més tard, dos caporals de l'Exèrcit britànic van creuar-se en cotxe amb la processó funerària d'una de les víctimes de Milltown, i van ser colpejats i després assassinats a trets per l'IRA.

## Antecedents
El 6 de març de 1988, els membres de l'IRA Daniel McCann, Seán Savage i Mairéad Farrell van ser abatuts per membres del SAS britànic a Gibraltar, en el que es va anomenar Operació Flavius. Tots tres presumptament estaven preparant un atac contra personal militar britànic. Les morts van causar el rebuig dels republicans irlandesos, ja que els tres militants de l'IRA estaven desarmats i no se'ls va donar cap avís previ. Els seus cossos van arribar a Belfast el 14 de març, i van ser vetllats a casa seva enmig d'un ambient crispat pel desplegament de les forces britàniques, que volien evitar actes d'homenatge. Els "tres de Gibraltar" havien de ser enterrats La el 16 de març al cementiri de Milltown, lloc d'enterrament de molts voluntaris de l'IRA. Durant anys, els republicans s'havien queixat de la mà dura per part de les autoritats durant els enterraments dels membres de l'IRA, generant tensió i violència. En aquesta ocasió, les forces de seguretat britàniques (l'Exèrcit i la Royal Ulster Constabulary) van renunciar a ser presents al funeral a canvi que l'IRA no realitzés les seves tradicionals salves d'honor als morts, en un acord que no es va fer públic.
Michael Stone, membre de l'Ulster Defence Association (UDA) amb antecedents per assassinat, i que es describia a si mateix com un paramilitar "fidel i solitari", es va assabentar de la retirada de les forces de seguretat, per la qual cosa va planejar "destruir el lideratge del Sinn Féin i l'IRA al mateix cementiri". Segons Stone l'atac era una venjança per la massacre del Remembrance Day, ocorreguda quatre mesos abans a Enniskillen, on onze protestants van morir assassinats per una bomba de l'IRA en una cerimònia del Diumenge de Remembrança, que commemmor el servei del personal militar i civil britànic i de la Commonwealth a les guerres munidals. Més tard va dir al periodista Peter Taylor que "era simbòlic: l'IRA havia atacat un cenotafi britànic i s'estava venjant atacant l'equivalent de l'IRA". Stone va afirmar que ell i altres membres de la UDA van considerar la col·locació de bombes al cementiri, però van abandonar el pla perquè les bombes podrien perdre els líders republicans. [9] En lloc d'això, va decidir dur a terme un atac d'un sol home amb armes i granades. Stone va afirmar que la nit abans del funeral, un "membre sènior de la UDA" li havia donat l'autorització oficial de l'organització per a l'atac, així com una pistola Browning Hi-Pow de 9 mm, un revòlver Ruger Security-Six per a .357 Magnum, i set granades RGD-5.

## Atac

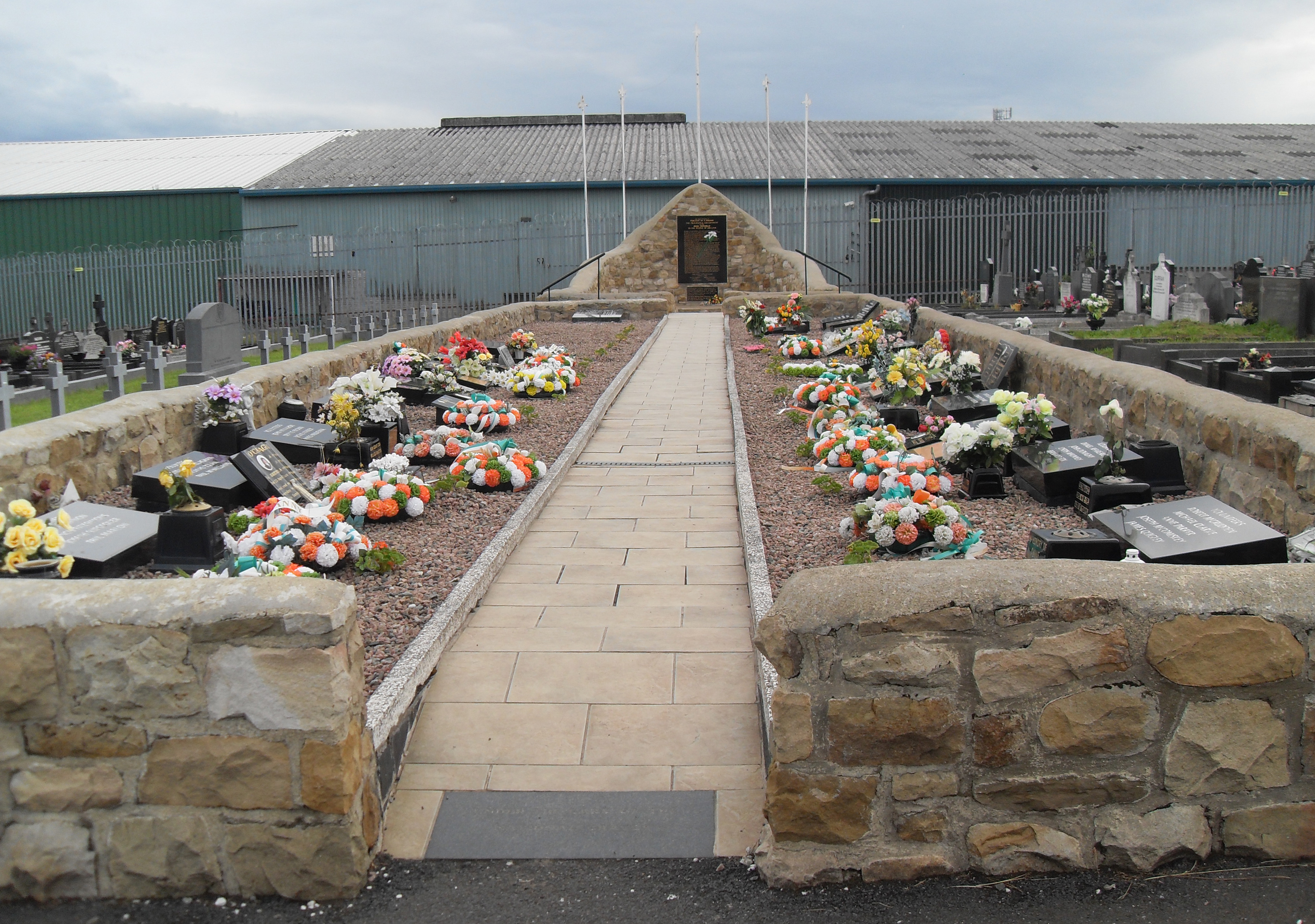
L'espai de tombes de militants republicans a Milltown, objectiu de l'atacant

El servei funerari i la missa de rèquiem es van desenvolupar com estava previst, i el seguici es va dirigir al cementiri de Milltown, a Falls Road. Entre els assistents hi havia destacats membres de l'IRA i el Sinn Féin, com Gerry Adams i Martin McGuinness. Dos helicòpters de la RUC sobrevolaven el cementiri. Stone va afirmar que va entrar al cementiri a través de la porta principal barrejat entre els assistents al funeral, tot i que un testimoni va afirmar haver-lo vist entrar des de l'autopista M1 amb tres persones més.
A mesura que el taüt de Seán Savage estava a punt de ser enterrat, Stone va llançar dues granades —que tenien un retard de set segons— cap a la zona d'enterrament i va començar a disparar. La primera granada va explotar prop de la multitud i a uns 18 metres de la tomba. Hi va haver pànic i confusió, i la gent es va ajupir per protegir-se darrere de làpides. Stone va començar a córrer cap a l'autopista, a diversos centenars de metres de distància, perseguits per desenes de persones. Es va aturar per disparar i llançar granades als seus perseguidors. Tres persones van morir mentre perseguien Stone: els civils catòlics Thomas McErlean i John Murray (26), i el membre de l'IRA Caoimhín Mac Brádaigh (30), també conegut com a Kevin Brady. Durant l'atac unes 60 persones van resultar ferides per bales, metralla de granades i fragments de marbre i pedra de làpides. Entre els ferits hi havia una mare embarassada de quatre anys, una àvia de 72 anys i un nen de deu anys. Alguns companys lleialistes van dir que Stone va cometre l'error de llançar les seves granades massa aviat; hi hauria hagut més morts si les granades haguessin esclatat a l'aire, "plovent metralla letal sobre una àmplia zona".
Una furgoneta blanca que havia aparcat al voral de l'autopista va arrencar sobtadament, just quan Stone fugia de la multitud. Es va especular si la furgoneta formava part de l'atac, però el RUC va dir que formava part d'una patrulla policial, i els agents van accelerar tement per les seves vides. Stone va afirmar haver planejat la seva fugida en un cotxe, conduït per un membre de l'UDA, que el recolliria al voral de l'autopista, però el conductor presumptament tenia por i se'n va anar. Quan Stone va arribar a l'autopista, ja sense munició, va intentar aturar un cotxe, però va ser atrapat i colpejat per la multitud, i introduït en un cotxe que havia estat forçat. Membres del RUC van arribar als vehicles Land Rover, salvantles seves vides2. Va ser arrestat i traslladat a l'Hospital Musgrave Park per tractar les seves lesions. Tot l'esdeveniment havia estat enregistrat per càmeres de diverses agències, i les imatges de la gent amagant-se entre les tombes van tenir un gran impacte mediàtic a nivell internacional.

## Conseqüències
Aquella nit, joves dels barris republicans de Belfast van cremar vehicles i van enfrontar-se al RUC. Immediatament després de l'atac, els dos principals grups paramilitars unionistes —l'Ulster Defence Association (UDA) i l'Ulster Volunteer Force (UVF)— van negar tenir-hi cap responsabilitat. El líder de la Brigada l'UDA del Belfast Oest, Tommy Lyttle, va dir que Stone era un que actuava sense ordres de l'UDA, encara que no va condemnar l'atac. El membre de l'UDA Sammy Duddy va dir: "Després de Milltown, dos brigadistes de l'UDA van telefonar a l'IRA per dir que no coneixien Michael Stone […] Però Michael era de l'UDA, era un pistoler itinerant que anava darrere de l'IRA i els republicans, i no necessitava autorització per a això, perquè aquesta era la seva feina. Aquests dos brigadistes estaven espantats en cas que l'IRA represàlia contra ells o les seves àrees […] pel que van desmentir Michael, un dels nostres millors militants".
El Sinn Féin i altres van afirmar que hi havia d'haver col·laboració amb les forces de seguretat, "perquè només un petit nombre de persones sabien abans de la reduïda presència policial en els funerals". Stone més tard va afirmar que tenia garanties que soldats britànics i oficials del RUC no serien desplegats al cementiri. També va afirmar haver tingut informació detallada sobre els moviments de l'Exèrcit britànic i els RUC. Stone va dir que, la nit abans de l'atac, se li va "entregar les armes en un amagatall de la Resistència de l'Ulster en un lloc secret als afores de Belfast" i va ser "conduït de nou a la ciutat per un membre del RUC". Segons el periodista Martin Dillon, les armes que va utilitzar se li van donar per ordre del cap d'intel·ligència de l'UDA Brian Nelson, que més tard es va revelar que era un agent encobert de la Unitat d'Investigació de la Força de l'Exèrcit Britànic (FRU).
Tres dies més tard, durant el funeral d'una de les víctimes de Stone, Caoimhín Mac Brádaigh, dos caporals de l'exèrcit britànic (Derek Wood i David Howes) amb roba civil i en un cotxe civil, van creuar-se en el camí del funeral, aparentment per error. Molts dels presents van creure que es podia repetir l'atac de Stone, i una multitud enfadada va envoltar i atacar el seu cotxe. El caporal Wood va treure la seva pistola de servei i va disparar un tret a l'aire. Els dos homes van ser arrossegats del cotxe abans de ser portats, colpejats i disparats per l'IRA.
El març de 1989, Stone va ser condemnat pels tres assassinats a Milltown, per tres assassinats anteriors, i per altres delictes, rebent penes per un total de 682 anys. Els partidaris més radicals del lleialisme de l'Ulster el van convertir en una de les seves icones. Una edició de la revista UDA Ulster que es va dedicar a Stone, afirmava que "es va quedar amb valentia enmig de l'escòria rebel". Stone va ser alliberat després de complir 13 anys com a resultat de l'Acord de Divendres Sant.